# Red Hook (Town)
Red Hook ist eine Town im Dutchess County. Das U.S. Census Bureau hat bei der Volkszählung 2020 eine Einwohnerzahl von 9.953 ermittelt. Innerhalb des Towngebietes liegen zwei inkorporierte Villages, das eine heißt ebenfalls Red Hook und das andere Tivoli. Der U.S. Highway 9  führt durch das Gebiet der Town, die im nordwestlichen Teil des Countys liegt.
Zum Stadtgebiet gehören das Bard College im Weiler Annandale-on-Hudson und das Unification Theological Seminary im Weiler Barrytown.

## Geographie
Nach den Angaben des United States Census Bureau hat die Town eine Fläche von 103,9 km², wovon 95,1 km² auf Land und 8,8 km² (= 8,48 %) auf Gewässer entfallen.
Die nördliche Stadtgrenze bildet zugleich die Grenze zwischen Dutchess County und Columbia County, die westliche Grenze bildet der Hudson River, der hier das Dutchess County vom Ulster County trennt.
Der U.S. Highway 9 und mehrere State Routes führen durch Red Hook, etwa die New York State Route 9G und die New York State Route 199.

## Geschichte
Die Region wurde Ende des 17. Jahrhunderts unter dem Schuyler Patent besiedelt. Die ortsansässigen Indianer wurden um ihr Land betrogen, weil sie das in Niederländisch abgefasste Dokument nicht lesen konnten. Bis 1812 war Red Hook Teil der Town of Rhinebeck. Weil Rhinebeck, wie einige andere Towns in New York, mehr als 5000 Einwohner hatte, genehmigte die Regierung in Albany am 12. Juni 1812 die Aufteilung. Die erste dokumentierte Bürgerversammlung der Town of Red Hook fand am 6. April 1813 statt und wurde seitdem, wie vom Gesetz gefordert, jährlich wiederholt. Die Red Hook Society for the Apprehension and Detention of Horse Thieves gilt als eine der ältesten Organisationen im Bundesstaat New York und trifft einmal jährlich zusammen.

## Demographie
Zum Zeitpunkt des United States Census 2000 bewohnten Red Hook 10.408 Personen. Die Bevölkerungsdichte betrug 109,5 Personen pro km². Es gab 3840 Wohneinheiten, durchschnittlich 40,4 pro km². Die Bevölkerung Red Hooks bestand zu 94,20 % aus Weißen, 1,44 % Schwarzen oder African American, 0,08 % Native American, 2,08 % Asian, 0,11 % Pacific Islander, 0,65 % gaben an, anderen Rassen anzugehören und 1,45 % nannten zwei oder mehr Rassen. 2,65 % der Bevölkerung erklärten, Hispanos oder Latinos jeglicher Rasse zu sein.
Die Bewohner Red Hooks verteilten sich auf 3574 Haushalte, von denen in 35,5 % Kinder unter 18 Jahren lebten. 56,5 % der Haushalte stellten Verheiratete, 9,3 % hatten einen weiblichen Haushaltsvorstand ohne Ehemann und 30,8 % bildeten keine Familien. 23,4 % der Haushalte bestanden aus Einzelpersonen und in 9,1 % aller Haushalte lebte jemand im Alter von 65 Jahren oder mehr alleine. Die durchschnittliche Haushaltsgröße betrug 2,63 und die durchschnittliche Familiengröße 3,14 Personen.
Die Bevölkerung verteilte sich auf 24,9 % Minderjährige, 15,0 % 18–24-Jährige, 25,8 % 25–44-Jährige, 22,6 % 45–64-Jährige und 11,7 % im Alter von 65 Jahren oder mehr. Das Durchschnittsalter betrug 36 Jahre. Auf jeweils 100 Frauen entfielen 94,5 Männer. Bei den über 18-Jährigen entfielen auf 100 Frauen 89,0 Männer.
Das mittlere Haushaltseinkommen in Red Hook betrug 46.701 US-Dollar und das mittlere Familieneinkommen erreichte die Höhe von 57.473 US-Dollar. Das Durchschnittseinkommen der Männer betrug 42.099 US-Dollar, gegenüber 26.694 US-Dollar bei den Frauen. Das Pro-Kopf-Einkommen belief sich auf 20.410 US-Dollar. 8,7 % der Bevölkerung und 5,0 % der Familien hatten ein Einkommen unterhalb der Armutsgrenze, davon waren 7,8 % der Minderjährigen und 5,2 % der Altersgruppe 65 Jahre und mehr betroffen.

## Siedlungen und andere geographische Orte
- Annandale-on-Hudson, ein Weiler am Hudson River im Nordwesten des Stadtgebiets
- Barrytown, ein Weiler südlich von Annandale-on-Hudson; der Herrensitz Montgomery Place liegt hier
- Cokertown, ein Weiler im Nordosten an der County Route 56
- College Park, ein Wohngebiet östlich des Bard Colleges
- Fraleighs, ein Weiler im Osten
- Kerleys Corners, ein Weiler an der Kreuzung von US 9 und County Route 78
- Linden Acres, eine Wohnsiedlung nordwestlich des Villages of Red Hook
- Village of Red Hook
- Red Hook Mills, ein Weiler nördlich des Villages of Red Hook
- Spring Lakes, ein Weiler an der County Route 55
- Tivoli, ein Village im Nordwesten der Town am Hudson River, auf der Westseite der NY 9G
- Upper Red Hook, ein Hamlet im Norden des Village of Red Hook

## Nennenswerte Bewohner
- Robert Sheckley, Science-Fiction-Schriftsteller[2]
- Joseph G. Masten, Bürgermeister von Buffalo (1843–1844 und 1845–1846) wurde hier geboren.[3]